# Plowrightia agaves
Plowrightia agaves är en svampart som beskrevs av Maubl. 1907. Plowrightia agaves ingår i släktet Plowrightia och familjen Dothioraceae.   Inga underarter finns listade i Catalogue of Life.